# Целій

Сім пагорбів Рима

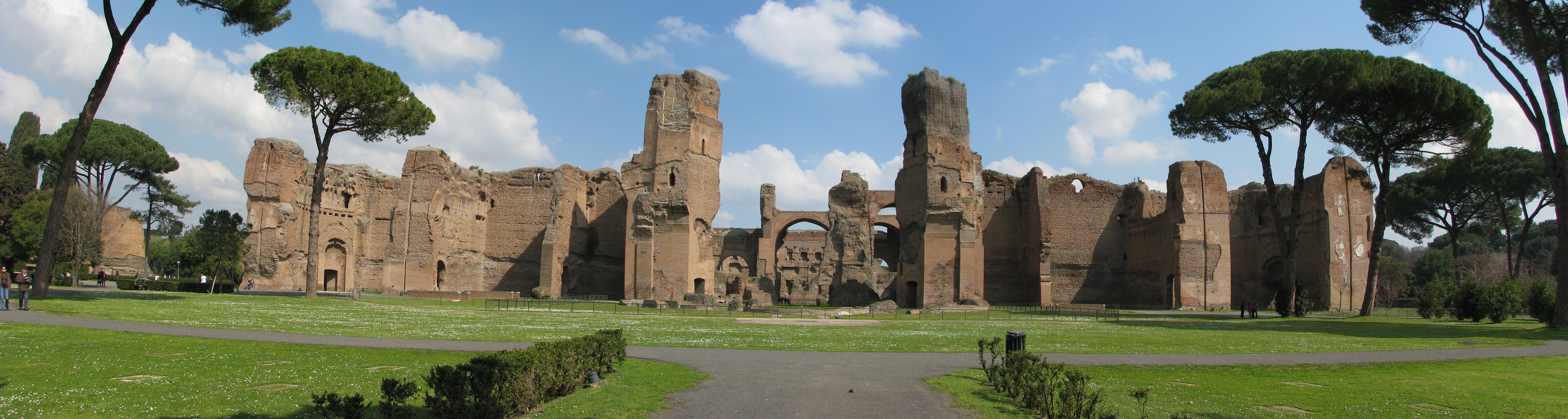
Терми Каракалли на Целії

Целій (лат. Caelius mons, італ. Celio) — один із семи пагорбів Рима. Розташований на південний захід від Есквіліну. Висота пагорба близько 50 м. Увійшов у міську межу Рима при Сервії Туллії. Був довгий час плебейським районом, місцем проживання небагатих людей. На початку I століття н. е. став районом проживання знаті. На ньому знаходяться руїни Храму Божественного Клавдія та рештки термів імператора Каракалли.